# Museu da Infância em Guerra

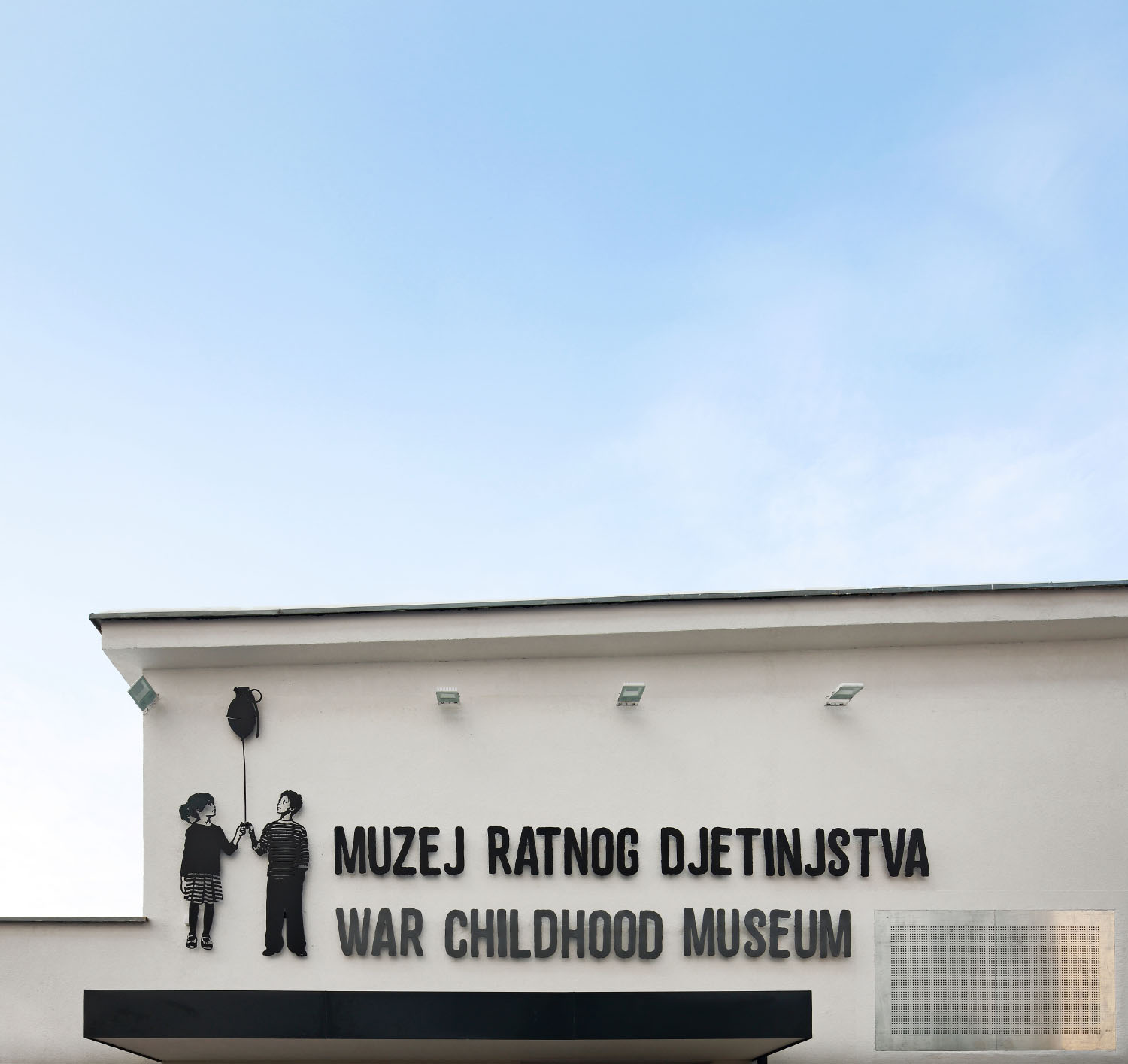
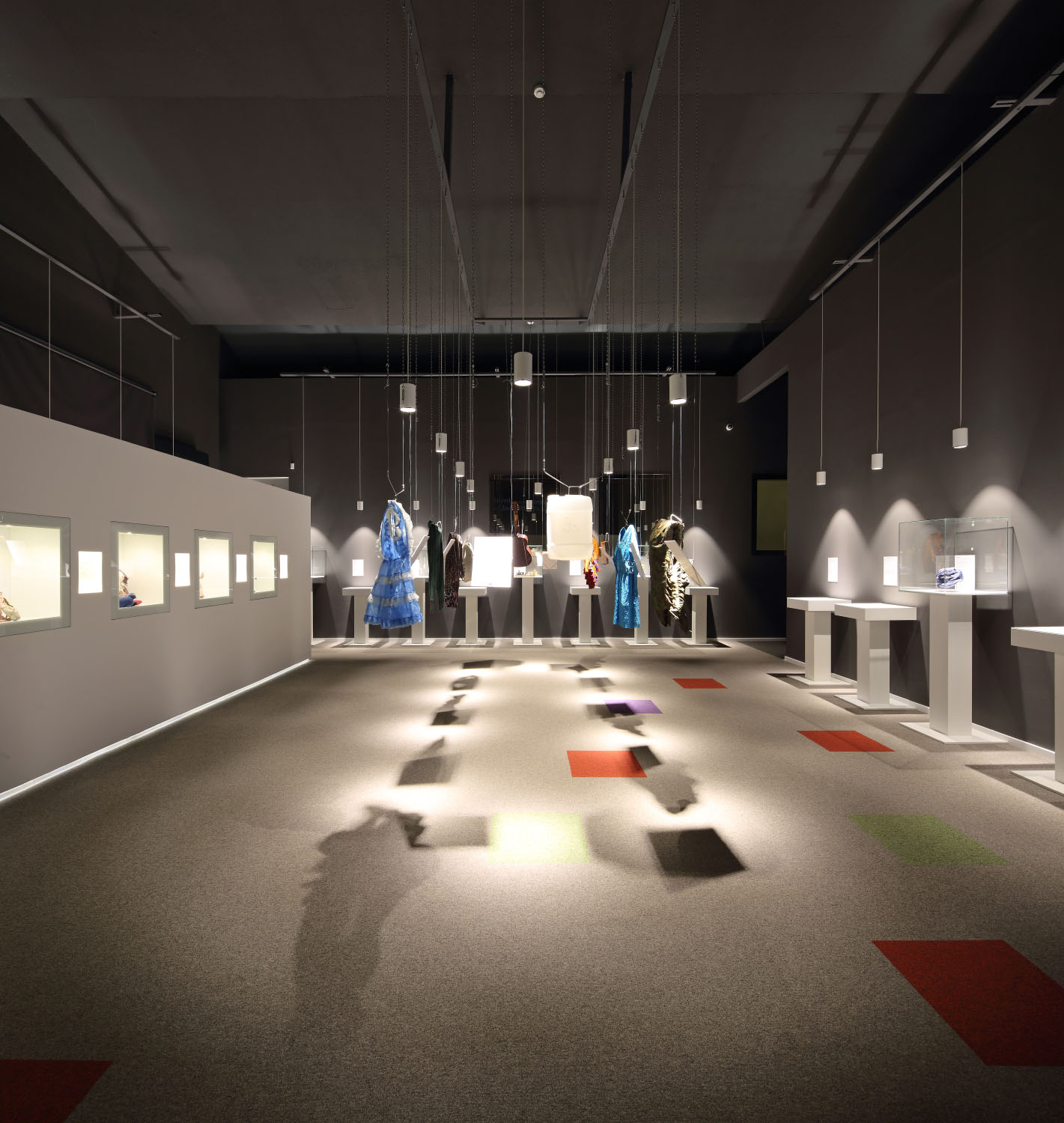
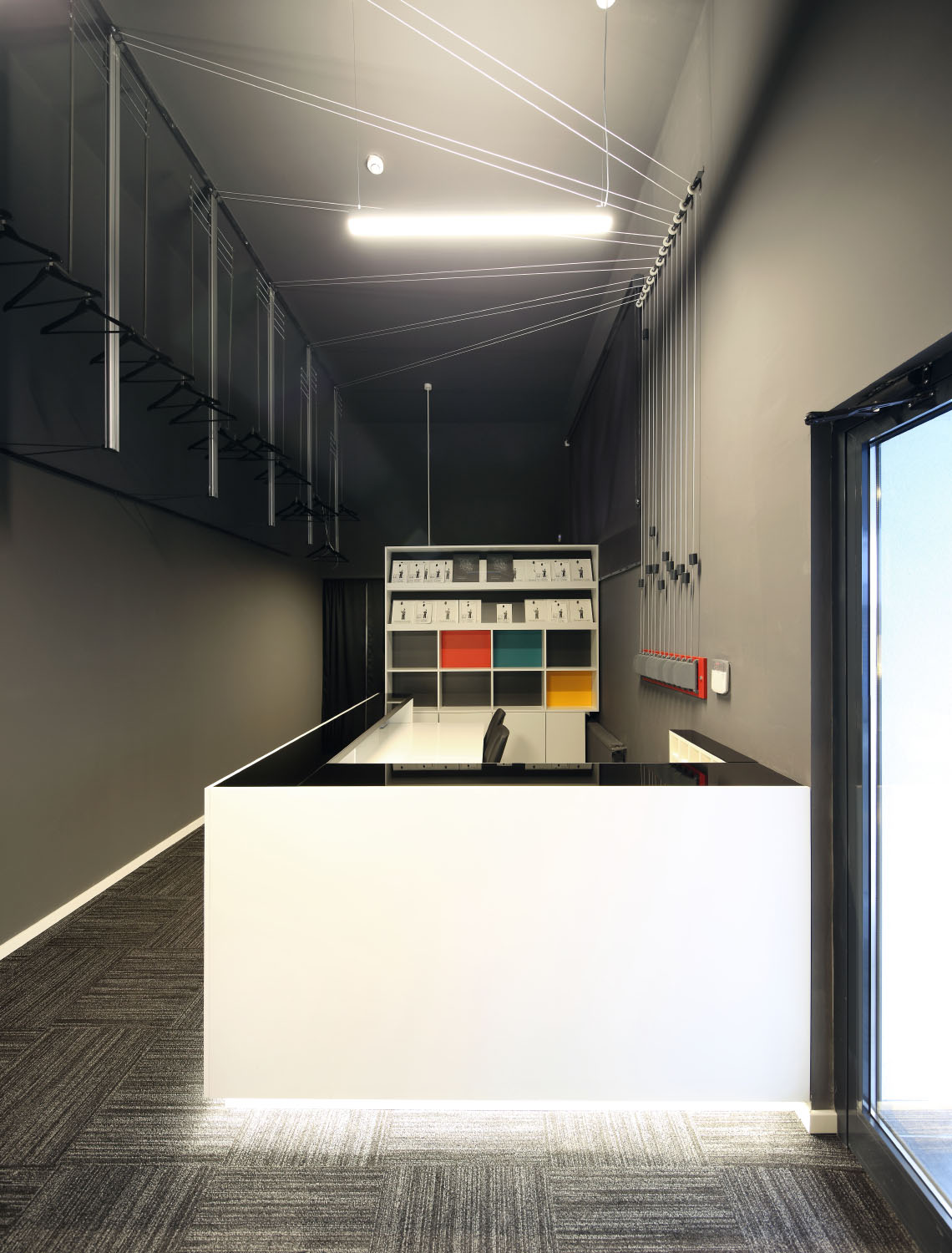

O Museu da Infância em Guerra (em inglês War Childhood Museum, em bósnio: Muzej ratnog djetinjstva) é um museu histórico em Sarajevo, capital da Bósnia e Herzegovina, inaugurado em janeiro de 2017. O museu apresenta as experiências das crianças que cresceram durante o período da guerra da Bósnia, através de objetos, testemunhos gravados em vídeo e trechos de relatos orais. 
O projeto do museu começou em 2010 quando Jasminko Halilovic, um ativista de Sarajevo, e uma “criança da Guerra”, usou uma plataforma online para recolher relatos de jovens adultos que eram crianças durante a guerra na Bósnia. Mais de 1.000 jovens compartilharam as suas memórias. Ele reuniu todos esses relatos num livro que foi publicado em 2013. O livro foi depois traduzido em alemão e japonês.
À medida que Halilovic ia se comunicando com os jovens que tinham partilhado as suas memórias, ele percebeu que muitos dos que tinham sido “crianças da guerra” ainda guardavam alguns objetos específicos que estavam ligados às suas memórias. Ele, então, começou a trabalhar com uma equipe de outros jovens profissionais para criar uma coleção para um museu, acabando por recolher mais de 3.000 objetos e mais de 60 relatos orais de histórias.
Em maio de 2016, o War Childhood Museu organizou a sua primeira exposição temporária no Museu Histórico da Bósnia e Herzegovina. Outras exposições foram, em seguida, organizadas nas cidades de Zenica e Visoko. Em janeiro de 2017, a exposição permanente do museu foi inaugurada na rua Logavina, em Sarajevo.
A coleção do museu inclui diários, brinquedos, fotografias, peças de roupa e outros objetos variados doados por sobreviventes da guerra. Todos os objetos são apresentados juntamente a um relato em primeira-pessoa de quem os doou. Os visitantes podem também ouvir testemunhos e ler excertos de entrevistas.

O tenista bósnio Damir Džumhur, nascido durante o cerco a Sarajevo, é embaixador do museu desde setembro de 2016.